# 福永英雄
福永 英雄（ふくなが ひでお）は、日本の科学相関・科学論・社会学者。
京都大学大学院博士後期課程を経て、京都大学大学院研修員、さらに複数の大学及び高等学校で教える。特に、教育実践政策学、情報メディア・コミュニケーション論、文明論、社会科学論、政治経済学を専門とする。

## 論文
- 「高度情報化と現代文明－－《当事者性》の低落をめぐって」（梅棹忠夫・監修『地球時代の文明学』京都通信社、2008年）
- 「教師の職責と生徒指導のミニマム」（西部邁 事務所［佐伯啓思・顧問］『表現者⑪－－西部邁・宮台真司・寺脇研・八木秀次［対論］国体なき教育改革とは何か』イプシロン出版企画、2007年）、
- 「教師の教育力構築及び評価に関する方策」（西部邁事務所［佐伯啓思・顧問］『表現者⑫』イプシロン出版企画、2007年）
- 「グローバルな環境管理、ローカルな規律訓育」（西部邁事務所［佐伯啓思・顧問］『表現者⑰』イプシロン出版企画、2008年）
- 「社会科学の本務の保守、「実証」の本義」（西部邁 事務所［佐伯啓思・顧問］『表現者⑲』ジョルダン・ブックス、2008年）
- 「公的責任、公教育、当事者性」（佐伯啓思・主幹『京の発言 ⑧』京の発言出版、2007年）、
- 「学校における保守、左派、サヨク、帰属性」（佐伯啓思・主幹『京の発言 ⑪』京の発言出版、2008年）
- 「複雑化・複雑系・複雑性の縮減－－現代日本のイエと学校を例に」（河上倫逸・梅棹忠夫・上山安敏・小川侃・栗本慎一郎・上田正昭・等編集『複雑系としてのイエ』未来社、1999年）
- 「高度情報文明・プライバシー・法」（河上倫逸・梅棹忠夫・上山安敏・小川侃・栗本慎一郎・上田正昭・等編集『文明と法の衝突』未来社、2001年）
- 「普遍法・民主制・自律場」（河上倫逸・梅棹忠夫・上山安敏・小川侃・栗本慎一郎・上田正昭・等編集『歴史のなかの普遍法』未来社、2002年）
- 「学理・法・システム」（河上倫逸・梅棹忠夫・上山安敏・小川侃・栗本慎一郎・上田正昭・等編集『戦争装置としての国家』未来社、2004年）
- 「当事者参画・実践現場・立憲民主制」（河上倫逸・梅棹忠夫・上山安敏・小川侃・栗本慎一郎・上田正昭・等編集『世界法史の単一性と複数性』未来社、2005年）
- 「非人格的秩序、グローバリゼーション、アクセス均等」（河上倫逸・梅棹忠夫・上山安敏・小川侃・栗本慎一郎・上田正昭・等編集『文明社会における異文化の法』未来社、2007年）
- 「二極化、高度情報化、及び学校教育に関する政治経済学的検討」［新版］（藤井徳行・編著『近代日本の政治課題』法律文化社、2009年）
- 「【書評】奥野卓司・著、岩波書店・刊『情報人類学の射程』」（『比較文明 26』行人社、2010年）
- 「土台を建て直す社会科学論－－理論とフィールド」（『生涯研究 3』飯田哲也・編集、舩岡塾、2009年）
- 「《当事者性》と《第三者性》の相互浸透点としての大学兼職非常勤」（『生涯研究 4』飯田哲也・編集、舩岡塾、2010年）
- 「京阪神都市・文化論」（『生涯研究 5』飯田哲也・編集、舩岡塾、2010年）
- 「情報の使用価値と交換価値 [序論]」（『生涯研究 6』飯田哲也・編集、舩岡塾、2010年）
- 「研究、学位、職業」（『生涯研究 8』飯田哲也・編集、舩岡塾、2010年）
- 「高度情報化から《高度有機化》へ－－情報の《有機性/無機性》論」（『生涯研究 9』飯田哲也・編集、舩岡塾、2011年）
- 「梅棹忠夫という文明学の巨人－－杉田繁治と共に」（『生涯研究 10』飯田哲也・編集、舩岡塾、2011年）
- 「学校教育実践における《当事者性》《第三者性》《他者性》」（『生涯研究 11』飯田哲也・編集、舩岡塾、2011年）
- 「成功本論小括序－－学問への姿勢をただす」（『生涯研究 12』飯田哲也・編集、舩岡塾、2011年）
- 「「現代知識人」論－－宮台真司「出でよ、新しき知識人」を引照しつつ」（『生涯研究 13』飯田哲也・編集、舩岡塾、2011年）
- 「学校教育の二分コードと民主的プロセス」（『生涯研究 14』飯田哲也・編集、舩岡塾、2012年）
- 「社会科学論小括」（『生涯研究 15』飯田哲也・編集、舩岡塾、2012年）
- 「美女の社会学： 森高千里 … 」（『生涯研究 16』飯田哲也・編集、舩岡塾、2012年）
- 「飯田哲也先生へのリプライ」（『生涯研究 17』飯田哲也・編集、舩岡塾、2013年）
- 「ポップス・カルチャーの花－－森高千里 ……」（『生涯研究 18』飯田哲也・編集、舩岡塾、2013年）
- 「学問の下流化考」（『生涯研究 19』飯田哲也・編集、舩岡塾、2013年）
- 「科学的・社会的合理性、リスク、シグナル化・再シンボル化」（『生涯研究 20』飯田哲也・編集、舩岡塾、2013年）
- 「美女とギター：森高千里、村治佳織……」（『生涯研究 21』飯田哲也・編集、舩岡塾、2014年）
- 「国際法化というグローバルな課題」（『生涯研究 22』飯田哲也・編集、舩岡塾、2014年）
- 「学問の下流化考 ②」（『生涯研究 23』飯田哲也・編集、舩岡塾、2014年）
- 「飯田哲也『現代日本の社会学史』（学文社、2014年）をトリガーとして学ぶ」（『生涯研究 23』飯田哲也・編集、舩岡塾、2014年）
- 「アメリカのTVドラマにまつわって－－『CSI：マイアミ』を中心に」（『生涯研究 24』飯田哲也・編集、舩岡塾、2015年）
- 「On the Best Pops」（『生涯研究 26』飯田哲也・編集、舩岡塾、2015年）
- 「「民主的な国家及び社会の形成」の実践」（『生涯研究 27』飯田哲也・編集、舩岡塾、2015年）
- 「高度福祉社会具体化に関わる提案」（『生涯研究 28』飯田哲也・編集、舩岡塾、2016年）
- 「情報化と物象化 - －コミュニケーション・経済・文化」（『比較文明 14』刀水書房、1998年）
- 「私的結合による公的貢献の時代」（『比較文明 17』刀水書房、2001年）
- 「高度情報化・匿名性・特定化」（『比較文明 20』行人社、2004年）
- 「社会学から文明学の構築へ－－現代の超領域的理論実践（『比較文明 27』行人社、2011年）
- 「リスク、文明、環流」（『比較文明 30』行人社、2014年）
- 「国家と情報革命」『比較文明 31』（行人社、2015年）
- 「当事者性・アクセス・二極化」（『比較文明学会会報 45』比較文明学会、2006年）
- 「成功と情報のプラスサム、ゼロサム、マイナスサム」（『比較文明学会会報 54』比較文明学会、2011年）
- 「リスク文明の社会科学相関論的考察」」（『比較文明学会会報 60』比較文明学会、2014年）
- 「システムとディスクルス－－法システムを例に」（『法政論叢 36-1』啓文社）
- 「プライバシー・情報・空間」（『法政論叢 38-1』日本法政学会、2001年）
- 「高度情報化社会における≪民主制≫」（『法政論叢 39-1』日本法政学会、2002年）
- 「アクセス権・政策参画・当事者」（『法政論叢 40-2』日本法政学会、2004年）
- 「教育法・学的システム・当事者参画」（『法政論叢 42-1』日本法政学会、2005年）
- 「≪環境コントロール≫の政治学的立論」（『法政論叢 48-1』日本法政学会、2011年）
- 「政治過程・政策過程における「専門家」・「専門知」の位置付けに関する考察」（『法政論叢 50-1』日本法政学会、2013年）
- 「物象化、ハビトゥス、プラティック－－構造と行為主体に関する一考察」［佐々木正道との共著］（『社会科学研究 1-1』兵庫教育大学社会科学研究会、清水書院、1997年）

等々 多数。